# Гімн Німеччини
Das Lied der Deutschen («Пісня німців», також і Das Deutschlandlied, «Пісня Німеччини») є національним гімном Німеччини з 1922 року.
Композитор Йозеф Гайдн написав музику до гімну в 1797 році на день народження імператора Священної римської імперії Франца ІІ.
Гофманн фон Фаллерслебен у 1841 році написав на тоді британському острові Гельґоланд текст «Пісні німців» на відому мелодію Йозефа Гайдна. Пізніше вона стала гімном Веймарської республіки. У 1933 році гімном Третього Рейху стала тільки перша строфа (за якою виконувалася «Пісня Хорста Весселя», що офіційно не вважалася частиною гімну); в 1945 році заборонена Контрольною радою). Сьогодні третя строфа є гімном об'єднаної Німеччини.

## Гімн

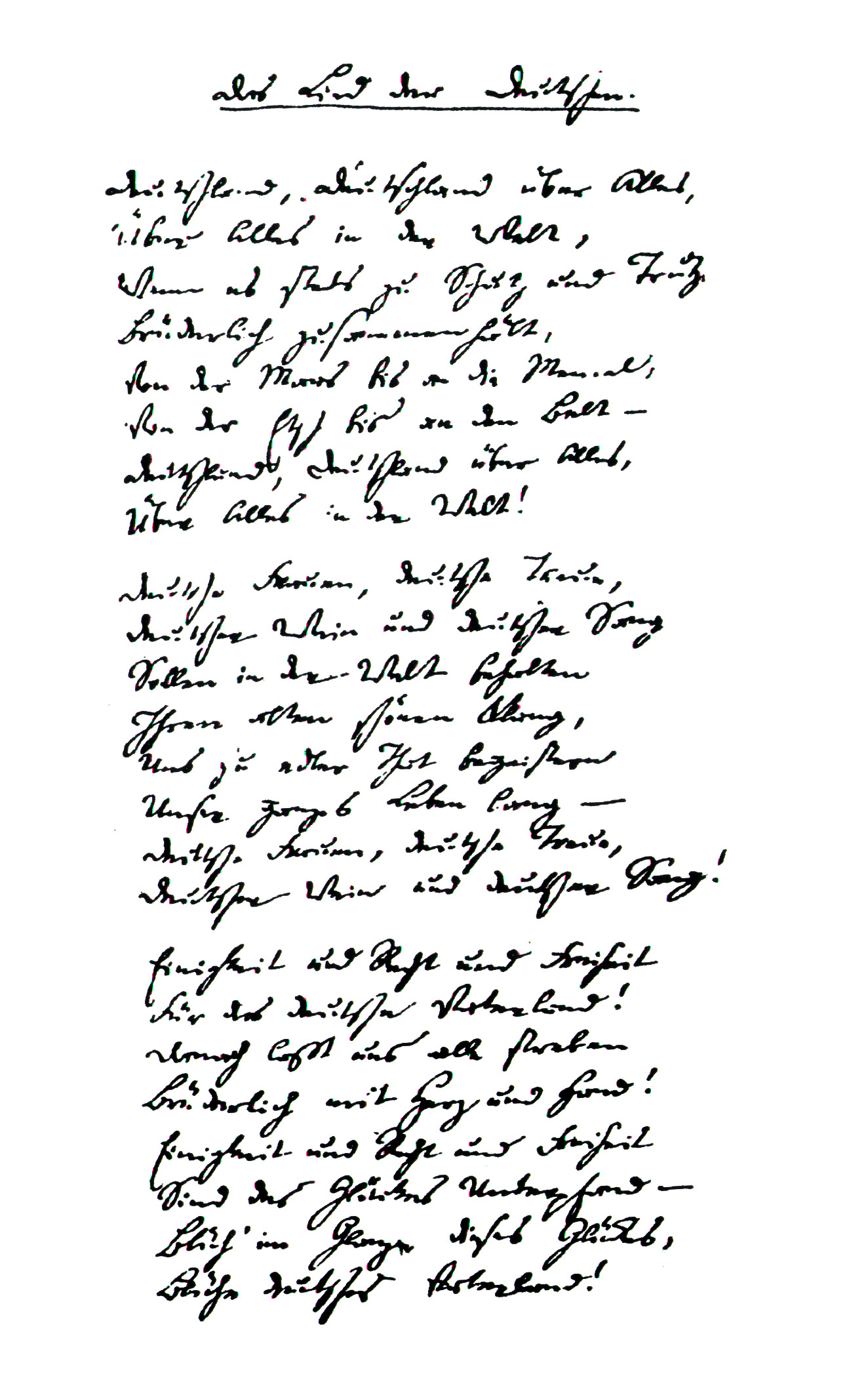
Рукопис німецького національного гімну, що зберігається в «Берлінці»

- Державний гімн Німеччини MP3 [Архівовано 31 травня 2019 у Wayback Machine.]
- Державний гімн Німеччини. [Архівовано 25 січня 2010 у Wayback Machine.]